# Nick Peterson (Sänger)

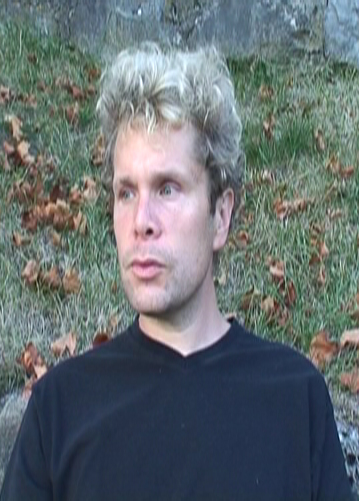
Nick Peterson

Nick Peterson (* 1973 in Perth, Schottland) ist ein britischer Sänger und Komponist, der auch unter den Namen Virtual Alien und Old Nick bekannt ist.

## Leben
Er wuchs teilweise in der Schweiz und in London auf und begann seine Karriere 1987 im Alter von 14 Jahren mit seinem ersten Album War of Love. Seitdem veröffentlichte er zwölf Alben. Im Jahr 1997 leitete er seinen ersten Spielfilm. Peterson  schrieb Drehbücher zu zwölf Filmen und Dokumentationen wie Writing on the Wall, EST-basierend auf der TV-Show EST, Burning von innen, Speed of Light, In und Out of Planet Earth und zahlreiche andere.

## Diskografie
- 1987: Old Nick
- 1988: War of Love
- 1989: Devil Inside
- 1992: King of the World
- 1995: The White and Black Side
- 1997: Loud Mouth
- 2000: V.A. Presents Old Nick
- 2001: Debut de Siecle
- 2002: Dance
- 2005: Soundtrack: Music for Films
- 2007: Speed of Light: Soundtrack – Live
- 2009: Debut

## Filmografie
- 1997: With a Mouse (to your mouth)
- 1999: Digital Broadcast
- 2001: Scary Monsters
- 2001: Quick Step Beyond
- 2003: E.s.t
- 2005: Burning from the Inside
- 2006: In and Out of Planet Earth
- 2007: Speed of Light
- 2010: Writing on the Wall